# Anna Sörensen
Anna Elisabeth Sörensen, född 11 april 1875 i Göteborg, död 2 februari 1943 i Stockholm, var en svensk folkskollärare, rektor och reformpedagog. Hon var en av de första kvinnorna i Sverige som utnämndes till rektor och lektor vid statlig läroanstalt.

## Biografi

### Tidiga år
Anna Sörensen växte upp i Göteborg. Hennes far var verksam som fotograf, från början anställd, senare egen företagare. Hennes fem år äldre bror blev ingenjör. Efter skolgång i Nya Elementarläroverket för flickor i Göteborg, med strålande betyg i de teoretiska ämnena, tog Anna Sörensen studentexamen som privatist vid Vänersborgs högre allmänna elementarläroverk 1894. Ett föredrag av Fridtjuv Berg, folkskollärare och sedermera ecklesiastikminister, påverkade henne till att ägna sitt liv åt folkskolan och hon tog examen vid Skara folkskoleseminarium 1895. Parallellt med anställning som folkskollärare fortsatte Sörensen studierna, nu vid Göteborgs högskola. År 1902 avlade hon filosofie kandidatexamen i historia, teoretisk och praktisk filosofi, nordiska språk och estetik med litteratur och konsthistoria. Hon kompletterade också sin examen med matematik och geografi och studerade även teologisk etik.

### Karriär
Efter ytterligare något år som folkskollärare fick Anna Sörensen ett vikariat som lärare vid Skara folkskoleseminarium, varefter hon genomgick provår vid Folkskoleseminariet i Stockholm 1904–1905, följt av en termin som lärare vid Detthowska skolan och dess lärarinneseminarium. Hon var omvittnat skicklig på att undervisa. Efter vikariat som adjunkt vid Folkskoleseminariet i Kalmar tillträdde hon 1906 en ordinarie tjänst som adjunkt vid Falu folkskoleseminarium. År 1918 utnämndes hon till lektor i kristendomskunskap och historia och 1919 sökte och erhöll hon tjänsten som rektor för Folkskoleseminariet i Stockholm. Hon innehade denna befattning till 1935 och var därefter inspektor för seminariet i två år. År 1930 tilldelades hon utmärkelsen Illis quorum meruere labores, åttonde storleken.
Anna Sörensen tillhörde de allra första kvinnor som utnämndes till lektor och rektor vid statliga läroanstalter. Redan 1915 hade hon sökt rektorstjänsten vid Folkskoleseminariet i Stockholm, en kunglig fullmaktstjänst som kvinnor då inte hade tillträde till. Akademiskt bildade kvinnors förening och dess ordförande Karolina Widerström engagerade sig för henne och hennes ärende blev ett pilotfall vad gäller att öppna dessa tjänster för kvinnor.

### Författarskap
Anna Sörensens utarbetade läroböcker, artiklar och historiska översiktsarbeten och hennes skriftställarskap återfinns i skärningspunkten mellan religion och pedagogik. Hon skrev läroböcker i kristendomskunskap med kollegan Maria Bergmark under 1910-talet. Hon tog ställning för en liberal teologisk ståndpunkt och deltog aktivt i det kyrkligt-teologiska mötet i Örebro 1910, där det fördes en intensiv diskussionen mellan företrädare för en modernare syn på den kristna livs- och världsåskådningen och en äldre teologi. I det begynnande 1900-talets spänningar mellan en bokstavstrogen katekesförmedling och en historiskt levande undervisning talade hon starkt för det senare. Hon engagerades också som föredragshållare vid tionde allmänna kyrkliga mötet 1920 tillsammans med bland andra Nathan Söderblom och Manfred Björkquist och talade här för en kristen trosuppfattning på modern historisk grund. Senare utvecklade hon denna ståndpunkt. Hon redigerade en serie tongivande läroböcker för skola och seminarium, "Arbetssättet i folkskolan, 1924–1929", tillsammans med Karl Nordlund och Sven Wikberg, och skrev där bland annat fram en modern kristendomsuppfattning för den reformerade folkskolan efter 1919. Hon var aktiv i Sveriges kristliga studentrörelse (SKS) och medlem av styrelsen för Sigtunastiftelsen.

### Övriga engagemang
Redan under åren som adjunkt, och i än högre grad som rektor, satte Anna Sörensen starka avtryck i skolans och seminariernas arbete och framtida utveckling. Hon var engagerad inom många olika områden – lönefrågor, kvinnorörelse, kristen tro och kristendomsundervisning, skola och seminarieutbildning, biblioteksverksamhet, psykologi och specialpedagogik. Hon uppvisade betydande arbetskapacitet och anlitades för tunga utredningsuppdrag och som styrelseledamot i ett flertal organisationer. Hon arbetade för kvinnors rösträtt som styrelsemedlem i Föreningen för kvinnans politiska rösträtt i Falun och hon var ledamot av Fredrika-Bremer-Förbundets styrelse. Hon arbetade aktivt för att utveckla folkbiblioteken och hon var ledamot av Falu skolstyrelse och styrelseledamot i Svenska seminarielärareföreningen.
Anna Sörensen anlitades som ledamot i flera stora utredningar om kvinnors och mäns löner inom undervisningsväsende och statsförvaltning under 1900-talets första decennier. Hon förespråkade lika lön för lika arbete med tunga sakargument. Som tillfälligt kallad ledamot av 1928 års lönekommitté uttryckte hon bitter besvikelse över att lika lön ännu inte fått genomslag hos kommitténs majoritet. Hon bidrog också till utarbetandet av ny stadga och undervisningsplan för folkskoleseminarierna på uppdrag av ecklesiastikdepartementet 1913. Hon var den enda kvinnliga ledamoten bland 1932 års seminariesakkunniga, vilka i sin tur lade grunden för en senare reform av lärarnas utbildning. Hon ingick i redaktionen för den pedagogiska tidskriften Skola och samhälle, hon skrev folkskoleseminariets historia till dess hundraårsjubileum 1930, hon utarbetade den tredje volymen i verket Svenska folkskolans historia och hon dokumenterade Pedagogiska Sällskapets verksamhet.
Anna Sörensen var en stark förespråkare för folkskolan som bottenskola och för en skola anpassad efter barnets natur och utveckling. Hon argumenterade för att det nya seklets läroplan skulle ha sin grund i kunskap om barnets natur, vunnen genom vetenskaplig forskning. Hon var också djupt engagerad i frågor om stöd till och undervisning av barn med psykiska funktionsnedsättningar och andra specialpedagogiska frågor. Hon tog initiativ till landets första utbildning av hjälpklasslärare och knöts till styrelsen för ett flertal organisationer på detta område. Hon fanns bland initiativtagarna till den förening som bildats 1934 i syfte att verka för ett institut med uppgift att främja psykologisk-pedagogisk forskning om barns utveckling och undervisning och hon ledde kurser i föreningens regi. Hon samarbetade här med Nils Hänninger.
Anna Sörensens röst i det offentliga samtalet var tungt laddad med auktoritet. Hennes ställningstagande i religiösa frågor var förankrat i personliga erfarenheter av möten med ångest och samvetsnöd hos studerande och i en kritisk syn på den äldre seminariekulturen. Hon utvecklar detta i brevväxling med vännen och före detta seminarieeleven Anna Cederlund, som hon också bistod med att få skönlitterära arbeten publicerade. Kolleger vid Folkskoleseminariet i Stockholm var bland andra Maria Bergmark, Marie Louise Gagner, Eva Ramstedt och Hedwig Sidner.
Anna Sörensen är begravd på Norra begravningsplatsen utanför Stockholm.